# 한밭고등학교
한밭고등학교(한밭高等學校)는 대한민국 대전광역시 서구 갈마동에 있는 공립 고등학교이다.

## 학교 연혁
- 1982년 10월 23일 : 한밭고등학교 설립인가 (24학급)
- 1983년 3월 1일 : 초대 육옥균 교장 취임
- 1983년 3월 10일 : 개교 및 제1회 입학식 (8학급)
- 1997년 10월 28일 : 제1회 한두레 예술제 개최
- 2006년 3월 1일 : 36학급 인가
- 2023년 3월 2일 : 제21대 김희선 교장 취임
- 2023년 12월 20일 : 제39회 졸업식(231명, 누계 17,097명)
- 2024년 3월 4일 : 제42회 입학식 (256명)

## 참고 자료
- 한밭고등학교 - 한국교육학술정보원 학교알리미